# Bartężek
Bartężek – wieś w Polsce położona w województwie warmińsko-mazurskim, w powiecie ostródzkim, w gminie Morąg. W latach 1975–1998 miejscowość administracyjnie należała do województwa olsztyńskiego.
W roku 1973 wieś i majątek Bartężek należały do powiatu morąskiego, gmina Morąg, poczta Słonecznik.
Nazwa wsi jest pochodzenia staropruskiego (zob. też Bartąg) i prawdopodobnie wywodzi się od nazwy pobliskiego jeziora (Bartężek). Okolice tego jeziora były zamieszkane już we wczesnym średniowieczu, na co wskazują pozostałości po grodzisku obronnym na Zamkowym Ostrowie.

## Historia
Wieś lokowana 25 maja 1340 r. na prawie chełmińskim, przez komtura dzierzgońskiego, Aleksandra von Kornre, na 40 włókach położonych na wschód od jeziora Bartężek. Osadnicy otrzymali 15 lat wolnizny. Zasadźca Klaus z Kęt zobowiązany był do jednej służby w lekkiej zbroi we wszystkich wyprawach wojennych oraz do posługi przy budowie nowych zamków i burzeniu starych. Dodatkowo zobowiązany był do rocznej daniny w wysokości po jednym korcu pszenicy i żyta od pługa i po korcu pszenicy od radła.
Po wojnie trzynastoletniej wieś została przejęta wraz z dworem przez dowódcę wojsk zaciężnych o nazwisku Schöneich, któremu Krzyżacy byli winni zaległy żołd.
W 1557 r. odnowiono lokację wsi, na prawie magdeburskim. Wśród właścicieli wsi w okresie późniejszym figuruje Albert Fryderyk Schöneich, królewski szambelan i pułkownik polski. Sprzedał on dobra w Bartężku, Wilamowie (40 włók) i Ględach (16 włók) w 1682 r., dobra te przeszły w posiadanie rodu Köhne-Jaskich (właściciele Jaśkowa).
Według spisu z roku 1782 w Bartężku był folwark i wieś szlachecka z 26 „dymami”. W roku 1817 wieś należała do rodu von Finckensteinów i liczyła 46 domów z 153 mieszkańcami. Około roku 1900 była we wsi gorzelnia, mleczarnia, przetwórnia torfu na opał i ściółkę oraz owczarnia.
W 1939 wieś z przysiółkami i folwarkiem liczyła 58 gospodarstw domowych i 275 mieszkańców. 243 spośród nich utrzymywało się z pracy w rolnictwie i leśnictwie, 8 – w przemyśle lub rzemiośle, dwóch z pracy w handlu. Trzy gospodarstwa rolne miały powierzchnię w przedziale 0,5–5 ha, jedno o areale w klasie 5–10 ha, dwa o powierzchni 10–20 ha i jedno o powierzchni ponad 100 ha.
Szkoła we wsi istniała już w XVIII w. Aż do 1945 r. była to jednoklasówka.
Lisianka (niem. Fuchsen Berg) – wzniesienie o wysokości 107 m n.p.m., położone na północny zachód od wsi Bartężek.